# 165P/LINEAR
165P/LINEAR (także: LINEAR 10) – kometa okresowa, należąca do grupy komet typu Chirona.

## Odkrycie
Kometa została odkryta 29 stycznia 2000 roku w ramach programu badawczego LINEAR.

## Orbita komety i właściwości fizyczne
Orbita komety 165P/LINEAR ma kształt elipsy o mimośrodzie 0,62. Jej peryhelium znajduje się w odległości 6,83 j.a., aphelium zaś 29,27 j.a. od Słońca. Jej okres obiegu wokół Słońca wynosi 76,69 roku, nachylenie do ekliptyki to wartość 15,9˚.
Jądro tej komety ma rozmiary kilku-kilkunastu kilometrów.